# ベバシズマブ
ベバシズマブ（Bevacizumab）は、血管内皮細胞増殖因子（VEGF）に対するモノクローナル抗体である。VEGFの働きを阻害することにより、血管新生を抑えたり腫瘍の増殖や転移を抑えたりする作用を持つ。分子標的治療薬の一つであり、抗がん剤として使用されるほか、加齢黄斑変性や糖尿病性網膜症の治療薬として期待されている。
ベバシズマブを用いた製剤はスイスのロシュ社と、その子会社であるジェネンテック社によって製造されている。日本では中外製薬からアバスチン（Avastin）の商品名で販売されている。
一方アメリカでは2011年11月、「高血圧や出血などの副作用がある一方で、明確な治療効果が確認されない」として、それまでアバスチンに認められていた乳癌治療への適応が承認取り消しとなった。

## 概要
ベバシズマブは培養CHO細胞（チャイニーズハムスター卵巣細胞）を用いて産生される、遺伝子組換え型ヒト化モノクローナル抗体で、IgG1に属する。フレームワーク領域 (framework region: FR) はヒト由来で、VEGFに結合する相補性決定領域 (CDR) はマウス由来である。血中半減期は17〜21日、分子量は約149 kDa（キロダルトン）である。

## 作用機序
血管内皮細胞増殖因子 (VEGF) が細胞表面にあるVEGF受容体に結合すると、細胞増殖、血管新生、血管透過性亢進、腫瘍の転移を引き起こす。ベバシズマブはVEGFのうちVEGF-Aに結合し、VEGF-Aが受容体（VEGFR-1、VEGFR-2、ニューロピリン1）に結合するのを阻害する。この結果、腫瘍血管新生の阻害、腫瘍増殖抑制、転移の抑制が起こると考えられている。
VEGFR-2（別名KDR）は腫瘍血管などの形成に直接関与し、VEGFR-1（別名fms様チロシンキナーゼ、Flt-1）は血管新生に関与するほか、単球走化作用、腫瘍の転移などに関与する。

## アバスチン
ベバシズマブを用いた製剤であるアバスチンはpH 6.2の透明〜微乳白色、微褐色の液体で、点滴静注で使用される。25 mg/mLのベバシズマブを含有する。アバスチンは2010年まで、金額ベースで世界でベストセラーの抗がん剤となっており、ロシュ社に莫大な利益をもたらしていた。この背景には、治療適応疾患の拡大のほか、薬剤価格が非常に高額であることがあり、例えばアメリカでは、アバスチンによる転移性乳癌の治療を受けている患者が支払うアバスチンの代金は通例、年間 88,000ドル（約880万円）以上となっている。
2004年2月26日米国食品医薬品局（FDA）は、アバスチンを未治療転移性大腸癌の治療薬として承認し、また欧州医薬品局（EMEA）も2005年1月12日に同適応承認した。
さらにFDAは2006年10月12日扁平上皮癌を除く切除不能再発・転移性非小細胞肺癌に対する治療薬として、カルボプラチン・パクリタキセルとの併用療法において追加承認した。2008年2月22日には、FDAはHER2陰性の未治療転移性乳癌対する治療薬として、パクリタキセルとの併用療法において追加承認したが、その後の臨床試験では治療効果無しとの報告が相次ぎ、2011年11月になるとFDAは同適応への承認を取り消した。

## 臨床効果

### 大腸癌
未治療転移性大腸癌813例を対象とした第III相臨床試験において、イリノテカン・フルオロウラシル・ロイコボリン併用療法（IFL療法）にベバシズマブを追加した群（402例）では生存期間中央値20.3カ月、無増悪生存期間中央値10.6カ月、奏効率44.8%であり、IFL療法単独群（411例）の生存期間中央値15.6カ月、無増悪生存期間中央値6.2カ月、奏効率34.8%を有意に上回った。なお理由は不明だが、ベバシズマブとセツキシマブ（アービタックス）の併用治療は、無再発生存期間と全生存期間中央値を有意に短縮するとされる。

### 非小細胞肺癌
再発または進行非小細胞肺癌878例を対象とした第III相臨床試験において、化学療法（カルボプラチン・パクリタキセル併用療法）にベバシズマブを追加した群（434例）は生存期間中央値12.3カ月、無増悪生存期間中央値6.2カ月、奏効率35%であり、化学療法単独群（444例）の生存期間中央値10.3カ月、無増悪生存期間中央値4.5カ月、奏効率15%を有意に上回った。ただし、ベバシズマブ併用群では5例の喀血死を含む15例の治療関連死がみられた。

### 乳癌
2008年にFDAによる承認を受けた転移性乳癌の治療に対する使用であるが、これは患者生存期間の延長も、腫瘍の縮小効果はその用法では認められず、反面、高血圧や出血といった副作用は有意に生じるため、FDAは2011年11月、この適応への承認を取り消した。しかし、全米のがん治療におけるガイドライン策定組織( NCCN/National Comprehensive Cancer Network）では、パクリタキセル（商品名タキソール）とアバスチンの併用を（十分なエビデンスはないが、検討委員全員一致の賛成により）治療のガイドラインであげており、医師は米国の制度（日本の自由診療より厳しい基準）の中でも転移性乳癌の治療のために処方はできる。
日本での臨床第2相試験（非盲検非対照試験）で、無増悪生存期間（PFS）は12.9カ月（95%信頼区間[CI]：11.1-18.2）であった。そのため独立行政法人医薬品医療機器総合機構（PMDA）により有用と判断され、「手術不能、再発乳がん」に対してパクリタキセルとの併用で承認されている。日本の医師においても、生命予後を改善できる可能性があると考える者から、少なくともQOLの維持への期待があるとする者まで様々である。

### 卵巣癌
GOG-0218試験、ICON7試験にて有効性が認められ、日本では2013年より卵巣癌に対して承認されている。

### 加齢黄斑変性症
加齢黄斑変性症に対して、新生血管の発育阻害により、症状の進行を止められるものと期待されている。現在日本では保険適応はない。

## 警告・禁忌

### 警告
- 消化管穿孔、肺出血（喀血）での死亡例がある。
- 脳血管発作、一過性脳虚血発作、心筋梗塞、狭心症、脳虚血、脳梗塞などの動脈血栓塞栓症での死亡例がある。
- 高血圧性脳症または高血圧性クリーゼでの死亡例がある。
- 創哆開（そうしかい、縫合した術創が開くこと）、術後出血などの創傷治癒遅延合併症が発生する。
- 腫瘍関連出血のリスクが高まる可能性がある。
- 可逆性後白質脳症症候群が発生し得る。

### 禁忌
- 喀血（2.5mL以上の鮮血の喀出）の既往のある患者

## 副作用
重大な副作用として、
- ショック、アナフィラキシー ・インフュージョンリアクション（蕁麻疹、呼吸困難、口唇浮腫、咽頭浮腫など）（1.8%）、
- 消化管穿孔（0.9%）、消化管瘻（腸管皮膚瘻、腸管瘻、気管食道瘻など）または消化管以外の瘻孔（気管支胸膜瘻、泌尿生殖器瘻、胆管瘻など）（0.3%）、
- 創傷治癒遅延（創哆開（0.5%）および術後出血（0.4%）など）、
- 消化管出血（吐血、下血）（2.0%）、肺出血（血痰・喀血）（1.2%）、脳出血（0.1%）、鼻出血（15.3%）、歯肉出血（1.4%）、腟出血（0.1%未満）など、
- 脳血管発作、一過性脳虚血発作（0.1%）、心筋梗塞（0.1%未満）、狭心症（0.1%）、脳虚血（頻度不明注5)）、脳梗塞（0.2%）などの動脈血栓塞栓症、ならびに深部静脈血栓症（0.2%）、肺塞栓症（0.1%）などの静脈血栓塞栓症、
- 血栓性血小板減少性紫斑病、溶血性尿毒症症候群などの血栓性微小血管症、
- 制御不能の高血圧、高血圧性脳症、高血圧性クリーゼ、
- 可逆性後白質脳症症候群（0.1%未満）、ネフローゼ症候群（0.1%未満）、鬱血性心不全（0.1%未満）、間質性肺炎（0.4%）、
- 汎血球減少症（0.1%未満）、好中球減少（24.7%）、白血球減少（24.5%）、貧血（8.8%）、血小板減少（10.4%）、
- 肺炎（0.6%）、敗血症（0.2%）、壊死性筋膜炎（頻度不明注5)）などの感染症

が挙げられている。

## 日本での承認・販売
2006年（平成18年）4月21日、中外製薬が製造販売承認を厚生労働省に申請し、翌2007年（平成19年）4月18日「治癒切除不能な進行・再発の結腸・直腸癌」の治療薬として製造販売承認を受けた。2013年6月14日には、初発の悪性神経膠腫（グレード3、4）を含む「悪性神経膠腫」に対する効能・効果、用法・用量追加の製造販売承認を取得した。
2017年、アバスチンの売上高は1,142億円となり、製品別の売上高において国内首位となった。

### 効能・効果
- 治癒切除不能な進行・再発の結腸・直腸癌

- 扁平上皮癌を除く切除不能な進行・再発の非小細胞肺癌
- 卵巣癌（FIGO Stage III以上）
- 進行または再発の子宮頸癌
- 手術不能または再発乳癌
- 悪性神経膠腫